# Carta da zucchero

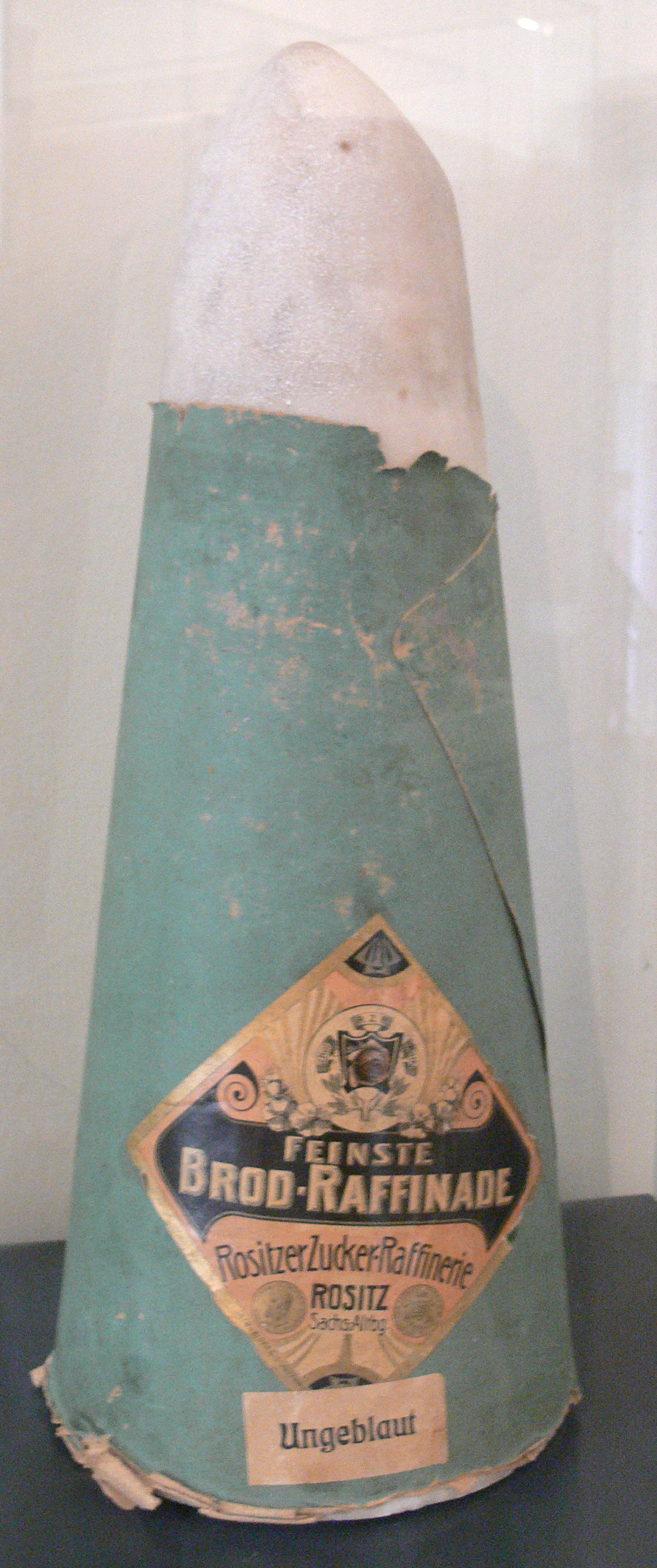
Cono di zucchero avvolto nella tradizionale carta da zucchero (1890 circa)

La carta da zucchero è una carta colorata, che è ruvida su tutti e due i lati. Viene usata da artisti e animatori oltre che dai bambini per giocare. South Park e Blues Clues erano stati originalmente  creati con la carta da zucchero.
La carta da zucchero propriamente detta veniva utilizzata per confezionare lo zucchero venduto al dettaglio, per creare un effetto ottico di "sbiancamento" del prodotto scarsamente raffinato e quindi di colore giallastro. La luce riflessa dalla carta, con componente dominante azzurra, crea tale effetto; ancora oggi questo caratteristico colore azzurro viene denominato proprio carta da zucchero.